# هینتروایلر
هینتروایلر (به آلمانی: Hinterweiler) یک شهر در آلمان است که در فولکانایفل واقع شده‌است. هینتروایلر ۲۲۲ نفر جمعیت دارد.